# Mircea Stoian (actor)
Mircea N. Stoian (n. 2 mai 1957, București, România) este un actor și jurnalist român.
A absolvit Institutul de Artă Teatrală și Cinematografică în 1981.

## Filmografie
- Omul care ne trebuie (1979) - Gigel Mutu
- Ancheta (1980)
- Buletin de București (1983)
- Salutări de la Agigea (1984)
- Surorile (1984)
- Emisia continuă (1984)
- Fapt divers (1985)
- Declarație de dragoste (1985)
- Anotimpul iubirii (1986)
- Noi, cei din linia întîi (1986)
- Niște băieți grozavi (1987) - Mecanizator 2
- Un oaspete la cină (1986)
- Anotimpul iubirii (1987)
- Zîmbet de Soare (1988)
- Mircea (1989)
- Marea sfidare (1990)
- Tusea și junghiul (1992)
- Liceenii în alertă (1993) - asistent
- Timpul liber (1993)
- Începutul adevărului (Oglinda) (1994)
- Stare de fapt (1995)
- Căpitanul Conan (1996) - Aide de camp Bouvier
- Une mere comme on n'en fait plus (1997) - Un syndicaliste
- Dark Prince: The True Story of Dracula / Printul nopții (2000) - Bald Noble
- Incidentul Ankara (2001)
- The Elite / Elita (2001) - Lieutenant
- Train Quest (2001) - Engineer
- Amen. (2002) - Civil 2
- Entre chiens et loups (2002)
- Țăcăniții (2002) - Raider 2
- Vlad (2003) - Claudiu
- Out of Season / În extrasezon (2004) - Detectiv
- Sex Traffic (2004) - Alber
- La urgență (2006)
- Pumpkinhead: Ashes to Ashes / Furia monstrului 3: Țărână și cenușă (2006) - Agent Bensen
- Trei frați de belea (2006) - ofițerul de la Starea Civila
- Life on Top (2009)
- See You Soon (2019) - dl. Zimmer